# The Adventures of Pete & Pete
As Aventuras de Pete e Pete é uma sitcom norte-americana da Nickelodeon. Foi uma das séries pioneiras da Nickelodeon, exibida originalmente nos anos 1990.

## Ambientada
O programa foi criado por Will McRobb e Chris Viscardi e começou como uma série de curtas de um minuto em 1989 a ir ao ar entre os programas normais. Com o sucesso das curtas, cinco especiais de meia-hora foram produzidos, e, depois, uma série de episódios de meia-hora que seguiu por três temporadas (de 1993 e 1996) e continuou a ser reprisada até 1998.

## Enredo
O programa era bem surreal no aspecto de elementos, narrativa e temas. Passava-se na cidade fictícia de Wellsville. O estado de Wellsville nunca foi mencionado, apesar de algumas pessoas acreditarem que Wellsville ficava em Nova Jérsei ou em Nova Iorque. Foi a princípio filmada em Bayonne, Nova Jérsei (cenas do colégio) e em South Orange, também Nova Jérsei (cenas da vizinhança). Na terceira temporada, a filmagem passou para Cranford, Nova Jérsei.

## Episódios
| Temporada | Episódios | Episódios | Originalmente exibido     | Originalmente exibido |
| Temporada | Episódios | Episódios | Exibido pela primeira vez | Última exibição       |
| --------- | --------- | --------- | ------------------------- | --------------------- |
| Especiais | 5         | 5         | 9 de fevereiro de 1991    | 2 de janeiro de 1993  |
| 1         | 8         | 8         | 28 de novembro de 1993    | 16 de janeiro de 1994 |
| 2         | 13        | 13        | 4 de setembro de 1994     | 4 de dezembro de 1994 |
| 3         | 13        | 13        | 1º de outubro de 1995     | 1º de abril de 1996   |

Especiais (1991–93)
- Esses episódios foram produzidos antes da primeira temporada. Quando foram ao ar originalmente, os créditos de abertura foram narrados pela personagem Ellen. Como parte da primeira temporada, esses episódios foram editados. Vários minutos de filmagem foram removidos, os créditos de abertura e encerramento foram substituídos pelos créditos padrão da primeira temporada (representando Polaris atuando em um gramado frontal, intercalados com clipes de vários episódios), e a música licenciada foi substituída pelas músicas do programa. biblioteca de música. Todas as reexecuções e lançamentos subsequentes foram versões mais curtas "normalizadas".

| Número | Título                                     | Dirigido por        | Escrito por | Data de exibição original |
| --- | ------------------------------------------ | ------------------- | ----------- | ------------------------- |
| 1 | "Massacre do Dia dos Namorados"            | Katherine Dieckmann | Will McRobb | 9 de fevereiro de 1991    |
| Big Pete e o pintor do estádio da escola, Sr. Beverly (cuja lula, Edna, o mascote da escola, Pete acabou de matar acidentalmente), competem pelo amor da professora de matemática (Sra. Fingerwood). No entanto, Openface (um dos arquiinimigos de Big Pete) tenta obter vantagem na busca pela lula desaparecida e ajuda o Sr. Beverly com seu amor pela Sra. Ele tenta fazer com que Ellen explore os Petes, revelando o segredo do que realmente aconteceu com Edna. Sr. Beverly é interpretado por Richard Edson.                 |                                            |                     |             |                           |
| 2 | "O que fizemos nas nossas férias de verão" | Katherine Dieckmann | Will McRobb | 8 de setembro de 1991     |
| Depois que Petes e Ellen expulsam involuntariamente o Sr. Tastee (o sorveteiro local) da cidade, tentando descobrir sobre sua vida pessoal, eles começam uma caçada para encontrá-lo e trazê-lo de volta quando o verão chega ao fim. Nota: A versão original (não-série) deste episódio teve música feita por REM, Baby Flamehead, Poi Dog Pondering, Ministry, Jody Grind e Shackwacky. Michael Stipe do REM aparece como o sorveteiro "Capitão Scrummy" na cena da praia. Kate Pierson do The B-52's aparece como Sra. Van Devere. |                                            |                     |             |                           |
| 3 | "Espaço, Geeks e Johnny Unitas"            | Katherine Dieckmann | Will McRobb | 17 de junho de 1992       |
| Big Pete e Ellen trabalham em um projeto científico para determinar se existe vida sobrenatural na Terra e, inadvertidamente, fazem um novo amigo. Pete fica obcecado pelo herói do futebol Johnny Unitas e por uma jogada que muda sua vida ( O Maior Jogo de Todos os Tempos ), enquanto Ellen descobre que é melhor não revelar algumas coisas. |                                            |                     |             |                           |
| 4 | "Apocalipse Pete"                          | Katherine Dieckmann | Will McRobb | 4 de outubro de 1992      |
| O pai dos Petes, Don Wrigley, e o pai de Ellen, Phil Hickle ( Steve Buscemi ), iniciam uma guerra de pegadinhas, que ajuda Little Pete e seu pai a se aproximarem enquanto separam Big Pete e Ellen. Baseado no curta intitulado "The Big Race". |                                            |                     |             |                           |
| 5 | "Pete de Ano Novo"                         | Adam Bernstein      | Will McRobb | 2 de janeiro de 1993      |
| O pequeno Pete reflete sobre um ano em que não conseguiu cumprir a sua resolução de ano novo de mudar o mundo. Nota: Este episódio é narrado por Little Pete em vez de Big Pete. Apresentando Deborah Harry como a segunda cliente da mina terrestre e Vincent Pastore como o olheiro profissional de boliche. Há muito se espalhava o boato de que este episódio continha uma participação especial de Hunter S. Thompson por causa de um figurante com nome semelhante.                                                             |                                            |                     |             |                           |

### Temporada 1 (1993–94)
- Os créditos de abertura da 1ª temporada consistiram em muitas cenas, como Little Pete colocando a cabeça para fora da janela do carro, um close do rosto de Big Pete, mamãe correndo pelo campo, foto do prato da mamãe, papai olhando ao redor, Ellen olhando para baixo, e olhando para cima sorrindo, Artie em pé bem alto na trave e uma foto de Petúnia.

| Número geral | Número na temporada | Título                | Dirigido por        | Escrito por                                | Data de exibição original |
| --- | ------------------- | --------------------- | ------------------- | ------------------------------------------ | ------------------------- |
| 1 | 1                   | "Rei da Estrada"      | Pedro Lauer         | Will McRobb                                | 28 de novembro de 1993    |
| Em uma viagem em família à Represa Hoover, Don está determinado a defender seu título de "Rei da Estrada" de uma família desafiadora, mas longas pausas para ir ao banheiro e a falta de coesão familiar ameaçam seu sucesso. |                     |                       |                     |                                            |                           |
| 2 | 2                   | "Dia do Ponto"        | Katherine Dieckmann | Will McRobb, Chris Viscardi e Joe Stillman | 5 de dezembro de 1993     |
| Quando Ellen é selecionada para pontuar o "i" em " Squid " na competição regional de bandas marciais do ensino médio, Big Pete fica com ciúmes de sua recém-descoberta proximidade com seu parceiro de banda, James Markle Jr. Enquanto isso, o pequeno Pete tenta impedir uma interminável viagem de ônibus reunindo o apaixonado motorista de ônibus Stu Benedict com sua ex-namorada, Sally Knorp. |                     |                       |                     |                                            |                           |
| 3 | 3                   | "Os Noturnos"         | Katherine Dieckmann | Chris Viscardi                             | 12 de dezembro de 1993    |
| O pequeno Pete e seus amigos pretendem derrubar o reinado da Conspiração Internacional de Adultos sobre a hora de dormir, ficando acordados por onze noites consecutivas e quebrando assim o recorde mundial. |                     |                       |                     |                                            |                           |
| 4 | 4                   | "Rangeboy"            | Chris Koch          | Rick Groel e Will McRobb                   | 19 de dezembro de 1993    |
| Envergonhado por trabalhar no campo de treino do pai, Big Pete esconde sua identidade vestindo-se como a espécie de urso que habitava a área onde fica o campo de golfe. Enquanto isso, o Pequeno Pete ajuda Artie aperfeiçoando sua tacada para a competição de longball. |                     |                       |                     |                                            |                           |
| 5 | 5                   | "Ferramenta e Matriz" | Pedro Lauer         | Ken Scarborough e Chris Viscardi           | 26 de dezembro de 1993    |
| Big Pete é colocado na aula de oficina, para seu desgosto. Seu professor, Sr. Slurm, o designa para trabalhar em um misterioso "projeto especial" com o valentão "Endless" Mike Hellstrom. |                     |                       |                     |                                            |                           |
| 6 | 6                   | "Não pise em Pete"    | Phil Morrison       | Tom Hertz, Will McRobb e Chris Viscardi    | 2 de janeiro de 1994      |
| Enquanto Big Pete se envolve em uma luta contra o tempo para estudar para um teste sobre a Guerra Revolucionária Americana (com o medo de que a reprovação o faça acabar como o zelador da escola, que supostamente foi reprovado no mesmo teste anos antes), Little Pete lidera sua aula de ginástica para tentar vencer o time intramural de queimada de seu professor. Nota: O título do episódio é uma referência ao slogan "Don't Tread on Me", presente na bandeira de Gadsden (que foi usada durante a Guerra Revolucionária). |                     |                       |                     |                                            |                           |
| 7 | 7                   | "Quando Petes colide" | Tony Jacobs         | Joe Stillman                               | 9 de janeiro de 1994      |
| Os Petes competem pelo afeto do papai enquanto ele se prepara para entregar "Rolling Thunder", uma bola de boliche que aparentemente tem poderes místicos. As coisas ficam ainda mais complicadas quando o avô dos Petes ( William Hickey ) visita para supervisionar o processo. |                     |                       |                     |                                            |                           |
| 8 | 8                   | "Pete do dia difícil" | BK Pequeno          | Will McRobb e Chris Viscardi               | 16 de janeiro de 1994     |
| No caminho para a escola, Little Pete encontra uma banda de garagem tocando sua nova música favorita: "Summerbaby" de Polaris. Quando ele retorna mais tarde naquele dia, todos os vestígios da banda desapareceram. Pete começa sua própria banda para tentar se lembrar da música antes que ela desapareça para sempre. Nota: O título do episódio é uma paródia do álbum dos Beatles, A Hard Day's Night. |                     |                       |                     |                                            |                           |

## Personagens

### Pete Wrigley (mais velho) (Michael C. Maronna)
O Pete mais velho é o narrador de cada episódio (exceto em "New Year's Pete" e "Crisis In the Love Zone"), apesar de às vezes agir como a voz da razão em contraste com os estranhos acontecimentos da série. A típica rivalidade entre os irmãos à parte, eram grandes amigos.

### Pete Wrigley (mais novo) (Danny Tamberelli)
Quatro anos mais novo que seu irmão, por várias vezes encrenca-se por tentar se igualar aos mais velhos. Tem uma tatuagem de uma sereia que chama de "Petunia", e que pode até fazê-la "dançar" com movimentos de seu braço.

### Ellen Hickle (Alison Fanelli)
É a melhor amiga do Pete mais velho; apesar de pequenos momentos de romance entre os dois ter acontecido, nunca namoraram.

### Joyce Wrigley (Judy Grafe)
Mais frequentemente chamada de "Mãe", é a mãe dos Petes. Tem uma placa de metal na cabeça por causa de um acidente de infância; pode receber sinais de estações de rádio — e, no caso da rádio "Wart Radio" do Pete mais jovem, pode transmiti-las, também. "A Placa da Mamãe" é também listada como um personagem separado nos créditos de abertura.

### Don Wrigley (Hardy Rawls)
Mais conhecido como "Pai", é o pai dos Petes. Ele e Joyce se conheceram quando seu detector de metais o levou até ela, na praia. É um motorista muito competitivo, principalmente nas excursões da família à Hoover Dam.

### Artie, o Homem Mais Forte do Mundo (Toby Huss)
O herói do Pete mais jovem. Muito excêntrico, mas bastante poderoso. Originalmente era apenas um amigo imaginário, mas chegou a interagir com os outros personagens.

### Stu Benedict (Damian Young)
O excêntrico motorista de ônibus que leva os dois Petes para o colégio.

### Nona F. Mecklenberg (Michelle Trachtenberg)
A melhor amiga do Pete mais novo. O "F" em seu nome significa Francis, mas ela quer mudá-lo para Frank, Farfignuten ou Forklift. Usa um gesso em seu braço, mas não porque o tem quebrado, mas porque sente-se bem ao coçá-lo.

### Monica (Maris Hudson)
Amiga do Pete mais novo, é escoteira e pronta para qualquer coisa. Sua má sorte com animais de estimação dá-lhe o nome de "Escoteira da morte".

### Mike Hellstrom 'infinito' (Rick Gomez)
Inimigo mortal do Pete mais velho. Infinitamente repete o mesmo ano no colégio, e infinitamente bate em Pete. Tem um carro e ama sorvete napolitano. No Brasil, seu nome foi mudado para Mike "interminável" Hellstrom

### Fran 'pitstain' (Eric Kushnick)
Inimigo mortal do Pete mais novo. Tem um problema de glândulas que lhe dá uma pinta enorme no braço. Geralmente anda com Hairnet e Drawstring. No Brasil seu nome foi mudado para "mancha de sovaco"

### Mr. Tastee (Toby Huss)
O misterioso sorveteiro do bairro. Quando os Petes tentam fazer amizade, ele foge.